# East Northamptonshire
East Northamptonshire ist ein ehemaliger District in der Grafschaft Northamptonshire in England. Verwaltungssitz war die Stadt Thrapston. Weitere bedeutende Orte sind Higham Ferrers, Irthlingborough, Oundle, Raunds und Rushden.
Der Bezirk wurde am 1. April 1974 gebildet und entstand aus der Fusion des Municipal Borough Higham Ferrers, der Urban Districts Irthlingborough, Oundle, Raunds und Rushden, des Rural District Oundle and Thrapston sowie eines Teils des Rural District Wellingborough. Am 1. April 2021 wurde der District aufgelöst und ging in der neugeschaffenen Unitary Authority North Northamptonshire auf.